# Vampiri: la masquerade
Vampiri: la masquerade (Vampire: The Masquerade, anche abbreviato in VtM) è un gioco di ruolo sviluppato dalla White Wolf, che permette di interpretare dei vampiri; il gioco è proposto ad un pubblico adulto per via delle atmosfere gotiche e i contenuti forti.
Nel 1992 Vampire: The Masquerade vinse l'Origins Award per il "Miglior regolamento per il gioco di ruolo del 1991". Questa linea editoriale venne abbandonata nel 2004 per far posto alle regole riviste e a una nuova ambientazione in Vampiri: il requiem e poi ripresa come canonica a partire dal 2011 con la quarta edizione del gioco, chiamata v20. Dal 2012 la gestione della linea è stata ceduta in licenza alla Onyx Path Publishing
Con l'acquisizione di White Wolf da parte di Paradox Interactive nel 2015, Vampire: The Masquerade ha avuto una 5ª edizione, pubblicata nel corso del 2018. Mentre tutti i supplementi della linea V20 saranno sviluppati da Onyx Path Publishing.
La Giochi dei Grandi/Das Production pubblicarono la prima edizione in lingua italiana nel 1993, una nuova edizione fu pubblicata nel 2000 dalla 21st Century Games, infine una terza edizione è stata pubblicata dalla 25 Edition nel 2002. La Giochi dei Grandi/Das Production pubblicarono inoltre cinque supplementi: Chicago by Night, Cenere alla Cenere, Manuale del Giocatore, Succubus Club e Manuale del Narratore.

## Sviluppo
Rein·Hagen concretizzò l'idea di quello che sarebbe diventato Vampiri: la masquerade per il nuovo gioco mentre si dirigeva alla convention Gen Con 1990 con Stewart Wieck e Lisa Stevens.

## Ambientazione
Vampiri: la masquerade è ambientato nel Mondo di tenebra, nome dell'universo condiviso con altri giochi di ruolo, principalmente Licantropi: l'apocalisse  e Maghi: l'ascesa. Questo mondo può essere definito come un riflesso più macabro e oscuro del nostro mondo, in cui la decadenza morale, la corruzione e il crimine sono all'ordine del giorno. I vampiri sono reali e governano il mondo da dietro le quinte, cercando di rispettare una delle regole principali della società vampirica: la masquerade, cioè la maschera sociale che nasconde la loro vera natura.

### Le sette
I vampiri sono organizzati in tre sette principali, più altre sette segrete non conosciute da tutti i vampiri.

#### Camarilla
La Camarilla, o Torre d'avorio, è una setta di vampiri, fondata nel 1480, in risposta alle pressioni dell'Inquisizione e alla rivolta degli anarchici. I vampiri scoprirono infatti che gli umani, sebbene infinitamente meno potenti, potevano avere la meglio grazie al loro soverchiante numero. I vampiri stabilirono allora un nuovo codice di condotta (la masquerade) per salvarsi dallo sterminio: rimanere nascosti nell'ombra, convincere gli umani della loro inesistenza e manipolare la società mortale da dietro le quinte. Questa è la setta tradizionalista per eccellenza, in contrapposizione al Sabbat. I clan che la compongono, dopo il 1998, sono: Brujah, Malkavian, Nosferatu, Toreador, Tremere e Ventrue. Prima di tale data ne facevano parte anche i Gangrel. La Camarilla accoglie di tanto in tanto antitribù e qualche appartenente a linee di sangue minori (ad esempio Lasombra antitribù, Figlie della cacofonia e Gargoyle).
Le sei tradizioni della Camarilla sono le seguenti:
- La masquerade: ti è proibito rivelare la tua vera natura a coloro che non sono del nostro sangue. Farlo equivale a rinunciare al tuo diritto di essere del sangue.
- Il dominio: il tuo dominio concerne solo te stesso. Tutti ti devono rispetto quando si trovano sul tuo dominio, e nessuno può mettere in discussione la tua parola nel tuo dominio.
- La progenie: ti è proibito creare una Progenie senza il permesso dei tuoi Anziani. Se disobbedirai tu e la tua progenie sarete condannati a morte.
- La responsabilità: tutti coloro che creerai saranno tuoi figli. Fintanto che non li avrai presentati ne sarai il solo responsabile. Le loro colpe saranno le tue.
- L'ospitalità (o Presentazione): rispetta il dominio degli altri. Quando arrivi in un Dominio estraneo presentati sempre a colui che governa su di esso. Fintanto che egli non ti accetta, tu non sei nulla.
- La distruzione: ti è proibito distruggere un tuo confratello. Il diritto di distruzione non appartiene che ai tuoi Anziani. Solo i più anziani possono richiedere una caccia di sangue.

##### Organizzazione
In cima alla Camarilla è sito un concilio di vampiri sconosciuti ed estremamente potenti (noto solo come Circolo Interno, il quale si riunisce a Venezia ogni 13 anni): secondo alcuni esso è composto da un collegio di Principi potenti, secondo altri da vampiri già in vita da ben prima della nascita della setta, secondo altri ancora dagli stessi Inconnu. C'è anche chi ha ipotizzato, nel corso dei secoli, che il Circolo Interno possa essere formato persino da qualcosa di interamente differente.
Le cariche politiche sottostanti sono le seguenti: 
- Conciliatori: giudici supremi della Camarilla, scelti ogni 13 anni dal Circolo Interno. Giudicano qualunque infrazione grave delle Tradizioni e dirigono la caccia agli anatemi, i più grandi nemici della setta. Possono essere giudicati solo da un circolo di pari e possono condannare interi domini. Sono uno per clan.
- Arconti: veri e propri miscugli fra "federali" e Inquisitori, essi sono giudici e spina dorsale burocratica della Camarilla. Gerarchicamente sono sotto i conciliatori, alle loro dipendenze, ma superiori ai principi. Gli arconti si pongono al di sopra del sistema dei favori, ma sono ampiamente in grado di riscuoterne eventuali vantaggi o di crearseli all'occorrenza. I loro compiti primari consistono nell'appianare i crimini troppo grandi da poter essere risolti da un principe, controllare a sorpresa l'andamento di un dominio, fornire supporto contro il Sabbat od eventualmente Anarchici troppo infervorati e rivelare ai vari domini le disposizioni dei conciliatori. Alcuni arconti sono poi diretti dipendenti di questo o quell'altro conciliatore, e devono durante i viaggi di dominio in dominio difenderne l'incolumità, mentre altri hanno l'unico compito di dare la caccia in giro per il mondo agli anatemi.

Le cariche feudali tipiche del dominio camarillico, solitamente una regione geografica oppure una grande città, sono le seguenti:
- Principe: signore della città, finché non viene spodestato o non riconosciuto dalla Camarilla. Egli è il signore del dominio e stabilisce tutte leggi al di là delle sei tradizioni e delle direttive generali della Camarilla. È il soggetto principale ma non unico della tradizione del dominio, di quella della presentazione e ovviamente di quella della distruzione. Quasi sempre l'anziano a cui le tradizioni fanno riferimento è propriamente il principe, in quanto reputato il più anziano. Può donare parti del dominio a terzi in quanto, sempre per tradizione, il luogo che egli chiama dominio è considerato di sua proprietà sebbene non possa chiaramente difenderlo da solo notte dopo notte. Può salire al potere in vari modi ed essere di ogni clan camarillico.
- Siniscalco: secondo in comando dopo il principe, è solitamente il suo braccio esecutivo a livello organizzativo e amministrativo. Ha potere consultivo e fa le veci del Principe quando quest'ultimo si trovi fuori città, detenendo quindi tutti i poteri.
- Primogeniti: vampiri antichi, sono i rappresentanti dei clan in un dominio, i consiglieri del principe. Il titolo di primogenito è versatile a seconda dei domini, e indica dei vassalli fedeli di un principe, un vero parlamento, i veri signori di un dominio, i capi dei clan, semplici rappresentanti degli stessi, un misto o più cose o altro. Ogni Clan di un dominio ha solitamente un suo Primogenito, che risponde di eventuali mancanze dei suoi membri.

Le cariche della sicurezza all'interno di un dominio sono le seguenti:
- Sceriffo: vassallo del principe che ne esegue gli ordini e funge da forza dell'ordine.
- Frusta: killer di sangue debole introdotto da poco nella camarilla, in passato era il titolo dei torturatori.
- Flagello: assassino e boia del principe, fa ciò ché è troppo sporco per lo sceriffo
- Custode dell'Elysium: custode del terreno franco dei vampiri di un dominio, in cui essi si ritrovano per riunioni e consigli.

Le cariche civili sono le seguenti:
- Prima arpia: vampiro signore dell'informazione di un reame che registra i favori tra i vari vampiri.
- Arpie: Le altre arpie dopo la prima. Possono essere cariche segrete, note solo al Principe.
- Magistrato: raro contestabile e burocrate delle arpie.
- Lancia: sotto sceriffo.
- Deputato: servitore di un primogenito.

#### Sabbat
Il Sabbat, o Spada di Caino, è una setta nata nel 1493 come contrapposizione al movimento predecessore della Camarilla. Il movimento mutò in un gruppo di fanatici religiosi devoti a Caino e avversi al ritorno degli Antidiluviani; se la Camarilla è un appassito gruppo di domini statici il Sabbat è un misto fra un esercito in guerra permanente ed una chiesa. Se possibile il Sabbat è ancora più ipocrita della Camarilla ed ancora più decadente agli alti gradi. Il Sabbat vive nel binomio spesso conflittuale libertà-fedeltà, nonostante sia minore della Camarilla è più adattabile ed implicito che abbia maggior possibilità di resistere nelle ultime notti, comunque come la Camarilla è più che altro spacciato.
I clan principali del Sabbat sono i Lasombra e gli Tzimisce, più una serie di clan reietti corrispettivi a quelli della Camarilla, conosciuti come antitribù. Il corpus di leggi fondamentali è il Codice di Milano.

##### Organizzazione
Le cariche più alte del Sabbat sono le seguenti:
- Reggente: capo dell'intera setta, e in teoria uno dei cainiti più potenti del pianeta. Ruolo all'apparenza paradossale vista la natura gerarchica e al contempo la filosofia pseudo-anarchica della setta, deve essere un leader militare spietato e dare ordini assoluti, ma deve essere sulla carta garante della libertà dei fratelli, limite degli anziani ed eroe pronto a sacrificare la sua vita per il futuro della setta e il trionfo sugli antidiluviani.
- Cardinali: signori d'intere regioni al diretto servizio del reggente, possono essere legati da una fitta rete di legami di sangue o essere solitari. Si sa poco sulla carica dati l'altissimo livello di potere e la relativa distanza dai semplici sabbat.
- Prisci: strateghi, burocrati, misteriose persone che si muovono nell'ombra all'interno della setta.
- Arcivescovi: signori di una città o dominio, l'equivalente di un principe. Dirigono branchi ed operazioni militari locali.
- Vescovo: consigliere dell'arcivescovo.
- Templare: detti anche "Paladini" o "Segugi", sono le guardie del corpo di tutte le altre cariche. Sono una carica a sé stante, dato che un Cainita può anche dimettere il ruolo di Templare e tornare al Branco di origine finché non viene richiamato. Solo i guerrieri migliori e leali possono aspirare a tale rango, che non viene visto come un privilegio, ma come un grande onore e onere.

La società del Sabbat ruota principalmente attorno al "branco", un gruppo di vampiri nomadi legati da uno scopo comune. All'interno di esso troviamo due ruoli principali: 
- Ducti: è il leader del "pack" e in quanto tale può essere molto vario, da un capobanda di motociclisti a un mostro visionario a molto altro. È spesso un Lasombra.
- Sacerdote: officia i riti del Sabbat e funge da guida spirituale, può essere di tutto, da un fratello con più religiosità a un carismatico con poca reale fede e molto altro. È spesso uno Tzimisce.

#### Altre sette
Il Movimento Anarchico è una delle sette più giovani, che comprende alcuni vampiri non allineati politicamente, definiti anarchici. Questi vampiri non condividono la visione gerarchica e tradizionalista della Camarilla e del Sabbat, e anche se tendono a seguire la masquerade, nel corso dei secoli hanno sviluppato una serie di leggi e domini propri. La loro struttura è prettamente democratica e paritaria, senza dare troppo potere agli anziani. I capi dei domini anarchici sono detti baroni, e sono aiutati da una piccola gerarchia al di sotto di loro.
Inconnu è una setta segreta e molto elitaria formata solo da vampiri antichi, di bassissima generazione o di altissimo potere. Il loro scopo è un mistero, e secondo alcuni sono gli Illuminati dei cainiti, coloro che governano di nascosto sia il Sabbat che la Camarilla. Ospitano molti dei più famosi cainiti, come Dracula in persona. Nel secondo scenario di Gehenna si dà una risposta opzionale al loro scopo, cioè sono al servizio di Lilith e degli Antidiluviani apostati. Di ricorrente nei vari supplementi si sa solo che esigono dai membri di uscire dalla Jihad.
Tal'mahe'ra, o Vera Mano Nera, considerato da molti leggenda e sconosciuto ai più. Ne fanno parte ufficialmente tre piccole linee di sangue, i Veri Brujah, l'antico clan Tzimisce ed i Nagaraja, ma chiunque risponda a certi requisiti di segretezza (e di sangue) può farne parte. Nato millenni fa come cabala di maghi mortali esperti nello studio del mondo spiritico, nei secoli si è evoluto in una setta vampirica: dai tempi dell'Antica Roma il Tal'mahe'ra è un segretissimo culto degli Antidiluviani, il quale ha tramato nella società vampirica ad ogni strato sociale. Durante la Guerra dei Principi risalente ai Secoli Bui era presente con il nome di Manus Nigrum, ed ora la setta si nasconde, membro per membro, nelle più conosciute Camarilla, Sabbat e Movimento Anarchico. L'obiettivo finale pare essere proprio risvegliare i temuti Antidiluviani per poi porsi, come privilegiati, al loro diretto servizio: non è chiaro come intendano ragionare con esseri antichi di millenni e trovare un'intesa, ma il fatto stesso che la città "rifugio" del Tal'mahe'ra si trovi direttamente nell'oltretomba dà alcuni indizi al riguardo.
Ashirra è una setta religiosa mediorientale che segue l'Islam vampirico. Ne fanno parte i vampiri che seguono questa religione, a discapito del clan originario.

### Clan
In Vampiri: la masquerade esistono quindici clan principali, cioè quindici dinastie che condividono lo stesso sangue, e virtualmente gli stessi benefici (e maledizioni) dati da esso. Generalmente alcuni clan sono collegati ad una determinata setta, anche se il singolo membro può andare contro corrente ed affiliarsi ad una setta nemica oppure diventare anarchico o indipendente.
- Gli Assamiti sono un clan del Medio Oriente rimasto indipendente nel corso dei secoli. Attualmente è diviso in tre caste: i califfi, che includono i guerrieri; gli amr, che sono stregoni; i visir, che sono consiglieri politici. Sono conosciuti soprattutto per essere spietati mercenari, avidi di sangue vampirico. Le loro discipline classiche sono: oscurazione, quietus, stregoneria (amr); auspex, velocità, quietus (visir); oscurazione, velocità, quietus (califfi).
- I Brujah erano un tempo pensatori e filosofi, ma ormai sono guerrieri e ribelli, il clan è il più rozzo della Camarilla. Le discipline classiche del clan sono ascendente, potenza e velocità.
- I Gangrel sono i vampiri più vicini alla Bestia, e probabilmente il clan col maggior numero di linee di sangue derivate riconoscibili. Spesso nomadi, sono in parte un clan indipendente dal 1999, dopo l'uscita volontaria dalla Camarilla. Le discipline classiche sono animalità, proteide e robustezza.
- I Giovanni sono una famiglia di origine italiana, anch'esso clan indipendente. Le discipline classiche sono dominazione, potenza e necromanzia.
- I Lasombra sono uno dei clan principali del Sabbat, manipolatori di ombre e feroci arrampicatori sociali, da secoli legati al mondo della Chiesa. Le discipline conosciute sono dominazione, ottenebramento e potenza.
- I Malkavian sono i vampiri più folli della Camarilla: al momento dell'abbraccio il vampiro neonato sviluppa una malattia mentale che gli rimarrà per il resto della non vita. Le discipline classiche sono auspex, oscurazione e demenza (derivata nel corso degli anni da dominazione).
- I Nosferatu subiscono delle modificazioni corporali al momento del loro abbraccio, perdendo la bellezza originale e diventano orribili allo sguardo: per questo motivo devono sempre camuffarsi magicamente o portare una maschera, perché il loro vero aspetto è una violazione implicita alla masquerade. Fanno parte della Camarilla. Le loro discipline classiche sono animalità, oscurazione e potenza.
- I Ravnos sono un misterioso clan indipendente che affonda le sue radici nella cultura rom e in quella delle caste sociali indiane. Sono spesso identificati come furfanti: fidarsi di loro è come giocare d'azzardo, ma con la consapevolezza che le probabilità di vincere sono pressoché inesistenti. Le discipline classiche sono animalità, robustezza e chimerismo.
- I Seguaci di Set sono un clan indipendente devoto al dio egizio Set, oltre ad essere collegati con i serpenti per le loro particolari abilità. Si sono guadagnati il soprannome di Serpi a causa del loro essere viscidi e per la loro tendenza a ricattare chiunque entri in contatto con loro. Le discipline possedute sono ascendente, oscurazione e serpentis.
- I Toreador sono un clan della Camarilla che include principalmente gli artisti, passionali e avidi di arte, eleganti ed edonisti, i più vicini alla loro perduta umanità. Le discipline classiche sono ascendente, auspex e velocità.
- I Tremere sono un clan della Camarilla di stregoni, la cui storia è oscura e recente, e sono gli unici detentori dei segreti della magia vampirica.
- Gli Tzimisce sono un clan sabbatico proveniente dall'Europa dell'est, che modellano la carne e le ossa a loro piacimento, superando i limiti fisici e spirituali umani. Le discipline possedute sono animalità, auspex e vicissitudine.
- I Ventrue sono la nobiltà della società vampirica, nobili conservatori, altezzosi ed autoritari. Sono la spina dorsale della Camarilla. Le discipline classiche sono ascendente, dominazione e robustezza.
- I Cappadoci sono un clan legato alla dea della morte. Il loro antidiluviano, Cappadocius, è stato sconfitto e andato incontro a diablerie da parte della progenie Augustus Giovanni. Quest'ultimo ha poi fondato il clan Giovanni. Lo status attuale del clan è sconosciuto. Le discipline classiche sono auspex, robustezza e mortis.
- I Salubri sono un clan indipendente che è composto da soli sette membri alla volta. Possono bere solo il sangue da una vittima consenziente e possono guarire i mali dei dannati e dei vivi con strani poteri curativi. La loro missione è raggiungere il Golconda, uno stato spirituale in cui il vampiro è libero dalla Bestia. Le loro discipline sono auspex, robustezza e obeah.

#### Linee di sangue
Esistono delle dinastie minori, definite linee di sangue.
- Gli Araldi del teschio (Harbingers of Skulls) sono simili a cadaveri ambulanti, militano nel Sabbat. Sono Cappadoci tornati dal regno nei morti, avversi ai Giovanni più per interesse che per vendetta.
- Gli Arimane (Ahrimanes) sono un gruppo composto da Gangrel femmina legate Sabbat, che presentano una nuova disciplina sviluppata a partire da conoscenze sciamaniche recuperate dai nativi americani. Essendo incapaci di abbracciare, si considerano liberi dalla maledizione di Caino.
- I Baali sono dei vampiri indipendenti legati alle divinità infernali e un progenitore così potente da sfidare gli antidiluviani. Le discipline classiche sono presenza, oscurazione e daimoinon.
- Le Figlie della cacofonia (Daughters of Cacophony) sono una linea di sangue derivata molto probabilmente dai Toreador o dai Malkavian. Essa è aperta solo a membri di sesso femminile, e presentano particolari doti canore. Le discipline possedute sono presenza, robustezza e melpominee.
- I Gargoyle sono una linea di sangue creata dai Tremere utilizzando tre tipi di sangue: Tzimisce, Gangrel e Nosferatu. Le discipline possedute sono potenza, robustezza e visceratika.
- I Gemelli di sangue (Blood Brothers) sono una linea di sangue sabbatica di vampiri artificiali creata dagli Tzimisce e dagli antitribù Tremere. Costruiti come strumenti da combattimento, sono divisi in circoli che possiedono capacità di comunicare pensieri e di scambiarsi vitae e organi. Possiedono robustezza, potenza e sanguinus.
- I Kyasid sono una linea di sangue dei Lasombra, creata da un misterioso incidente con il sangue di fata. Possiedono dominazione, ottenebramento e mytherceria.
- I Lamia erano una linea di sangue dei clan Cappodoci, distrutti da Augustus Giovanni stesso. Possedevano robustezza, potenza e mortis.
- I Laibon erano una linea di sangue unica durante il Medioevo, composta da enigmatici vampiri africani, rari e indipendenti. Nel corso dei secoli si è divisa in altre linee di sangue.
- I Lhiannan sono una linea di sangue nata dai Gangrel, dediti al culto dell'Anziana, misteriora figura divina. Sono collegati al culto della natura e degli spiriti. Possiedono animalismo, presenza e ogham.
- I Nictuku sono dei mostri violenti pieni di deformità. Si narra che l'antidiluviano Absimiliard abbia creato due linee di sangue, quella dei Nictuku e in seguito quella dei Nosferatu. Hanno il compito di sterminare i Nosferatu e tutte le altre linee di sangue derivate da Absimiliard.
- I Pander sono una linea di sangue nata dal vile Joseph Pander intorno agli anni 50. Usati come carne da macello dal Sabbat, ma fedeli ad essa solo per il fatto di avere un posto riconosciuto.
- I Samedi sono derivati dai Cappadoci, cadaveri ambulanti, possiedono un'affinità molto forte con la necromanzia, sviluppata fino ad essere ritenuta terribile anche dai cainiti più forti.
- I Serpenti della luce (Serpents of the Light), derivazione haitiana dei setiti, questa linea di sangue (seppure non possieda differenze di abilità con i progenitori) ha completamente rovesciato i principi setiti: non più lavorare per il risveglio di Seth, ma cercare in ogni modo di rallentarne il risveglio, insieme al Sabbat.
- I Veri Brujah (True Brujah) sono una linea di sangue dei Brujah che sostengono di essere i veri discendenti dell'antidiluviano Brujah, piuttosto che essere la progenie di Troilo, che commise diablerie su Brujah. Sono pacati e riflessivi e possono viaggiare nel tempo, pur rischiando la pazzia. Possiedono la disciplina temporis.

### Vampiro

#### Abbraccio
L'abbraccio rappresenta quello che per i mortali è la nascita, il momento in cui si introduce il vampiro alla sua futura non-vita. Doloroso, passionale, sconvolgente, eccitante o terrificante che sia, l'abbraccio segna per sempre il fratello, contribuendo in modo determinante a quello che il vampiro sarà in futuro. Con l'abbraccio si determina anche a quale clan apparterrà l'infante: se il suo sire è un Gangrel, egli stesso sarà un Gangrel, di una generazione superiore a quella di colui che l'ha generato. A differenza di quello che si può pensare, per diventare un vampiro non basta ricevere il morso di un cainita. L'abbraccio non è semplicemente l'atto del succhiare il sangue, bensì un rituale antico come il mondo, in cui il predatore seleziona, osserva e studia la sua preda, arrivando a provare addirittura ammirazione, o forse invidia, del suo stato umano, della sua ingenuità.
Il morso di un vampiro, il bacio, spesso risulta essere molto piacevole sia per chi lo esegue e per chi lo riceve, un piacere che per i fratelli equivale addirittura all'orgasmo dei mortali. Il vampiro berrà poi il sangue della sua preda, fino a lasciarlo in bilico tra la vita e la morte. Il sire poi offrirà il suo sangue alla vittima, creando così la sua progenie.

#### Generazione
Ogni vampiro discende da Caino, il vampiro originale, figlio di Adamo ed Eva e maledetto da Dio per aver ucciso Abele suo fratello. La sua potenza si misura nella distanza che c'è tra la sua generazione e Caino. Più la generazione è bassa, meno limiti avrà il vampiro. Generalmente, quando si comincia ad impersonare un fratello, si parte dalla XIII generazione. La generazione impone dei fortissimi limiti per quanto riguarda la crescita del vampiro, in quanto esso non potrà mai svilupparsi oltre le sue potenzialità, a meno di non scendere di generazione. L'unico modo per avvicinarsi a Caino è quello di commettere diablerie, uno dei peccati più grandi che un fratello possa commettere.
È risaputo che molti fondatori degli attuali clan erano fratelli di III generazione, mentre i loro siri (e progenie di Caino) sono sconosciuti, probabilmente morti nel diluvio universale.

#### Diablerie
In Vampiri: la masquerade la forza dei poteri vampirici è spesso collegata alla generazione del vampiro (ovvero alla distanza generazionale tra esso ed il vampiro originario Caino, per cui Caino è il punto di partenza, i suoi "figli" sono la seconda generazione, ecc.). Ad ogni successiva generazione i poteri diventano sempre più diluiti, per cui commettendo diablerie un vampiro può assorbire dei poteri più puri da un vampiro di generazione più antica e diminuire effettivamente la propria generazione (ovviamente a spese della vittima che sperimenta la morte finale).
La diablerie è esplicitamente proibita dalla tradizione vampirica ed è considerata un crimine punibile dalle leggi della Camarilla, ma è una pratica abbastanza comune del Sabbat. Nel passato gli Assamiti praticavano regolarmente la diablerie, fino a che i Tremere non posero su di essi una maledizione che li feriva fisicamente se bevevano sangue di vampiro. Nonostante ciò la maledizione non fermò gli Assamiti dal continuare ad esercitare questa pratica con mezzi indiretti. La maledizione venne infine rotta nel 1998 da Methuselah Ur-Shulgui, figlio dell'antidiluviano Haqim, che si svegliò dal torpore per comandare gli Assamiti. Si deve anche far notare che la diablerie non era sconosciuta ai Tremere (il fondatore del clan commise diablerie su Saulot, l'antidiluviano fondatore del clan Salubri). La diablerie è visibile in un vampiro quando gli viene letta l'aura con la disciplina di auspex, la quale presenta striature nere per svariati anni, sempre più pallide con il passare del tempo. Anche coloro che seguono il Sentiero d'Illuminazione specifico, la Via di Caino, diablerizzano vari cainiti, con lo scopo di avvicinarsi sempre di più in generazione al Primo Notturno.
Anche molti Anziani con il passare degli anni riescono a trovare sazietà solo bevendo il sangue di un Fratello.
Come è già stato detto, l'atto della diablerie consente ad un vampiro di bere il sangue di un suo simile fino a consumarne ed assorbirne l'anima e, quindi, i poteri. Lo scopo di questo atto naturalmente è quello di incrementare il proprio potere acquisendo quello di un altro vampiro. Il che significa che, più è potente il vampiro a cui si applica la diablerie, maggiori saranno i benefici che si trarranno dalla diablerie. Assorbire l'anima di un altro vampiro consente di acquisirne parte dei suoi poteri. Il diablerista, nell'istante in cui commette la diablerie, acquista per un numero di scene pari alla sua forza di volontà tutte le discipline che possedeva la sua vittima con una riduzione del loro punteggio di -2 pallini.

## Sistema di gioco
Lo sviluppo delle meccaniche del regolamento per Vampire la masquerade venne affidato a Tom Dowd, co-progettista di Shadowrun, che riutilizzò diverse meccaniche già sviluppate per questo gioco, principalmente il meccanismo della riserva di dadi. Il sistema, che venne chiamato Storyteller System, venne successivamente riutilizzato con adattamenti per le varie ambientazioni, per gli altri regolamenti pubblicati dalla White Wolf.
Il gioco è moderato da un "Narratore" (il master), che presenta i vari avvenimenti della cronaca e interpreta i personaggi non giocanti (PNG). I giocatori (PG) possono essere un numero variabile, in genere 4 o 5, e interpretano ognuno un personaggio diverso, curandolo e narrandone le gesta a dovere, cercando di fornire tutte le sfumature caratteriali possibili. Ad ogni seduta corrispondono un numero di punti esperienza assegnati dal narratore a ciascun giocatore in relazione alle azioni del proprio personaggio. Questo è molto importante in un gioco di narrazione, per cui non contano solo le battaglie ingaggiate ma soprattutto il modo in cui si interpreta il proprio ruolo. Infatti è solo con l'interpretazione che il giocatore permette al suo personaggio di raggiungere uno stato di estasi spirituale, accompagnato dalla padronanza di poteri di carattere biblico, chiamato Golconda.
Il regolamento di Vampiri: la masquerade favorisce apertamente l'interpretazione del ruolo del personaggio, pone al centro dell'attenzione i conflitti tra creature immortali e dannate utilizzando anche il concetto di moralità per rappresentare la lotta di un vampiro per mantenere la propria umanità respingendo i suoi istinti bestiali. In ciascun vampiro vi è infatti una Bestia interiore fatta di puro istinto, che tende a portarlo negli abissi della propria anima. Per evitare di soccombere alla Bestia, i vampiri hanno iniziato a seguire dei codici morali, o Vie di Illuminazione, che cambiano parecchio a seconda di clan, setta o epoca.

### Differenze conVampire the Requiem
Sebbene Masquerade e Requiem condividano alcuni temi, concetti e addirittura termini, i due sono da considerarsi due giochi profondamente diversi, sia nell'ambientazione che nel regolamento. Per lungo tempo hanno viaggiato su due binari distinti ma, a partire dalla quinta edizione di Masquerade, molte delle meccaniche studiate per Requiem sono state applicate a Masquerade.
Vampiri: la masquerade ha un'ambientazione corposa descritta attraverso le decine di manuali usciti dal 1991, spesso accusata di essere contraddittoria proprio per la diversità degli autori che vi hanno contribuito. Requiem è più simile ad un sistema di gioco e, salvo alcuni luoghi chiave descritti nei manuali, la maggior parte è lasciata al Narratore.
Mentre in Masquerade vediamo tredici clan principali, poi suddivisi in un certo numero di linee di sangue, in Requiem i clan principali sono stati ridotti a cinque con oltre un centinaio linee di sangue. Se da una parte spesso la creazione di una bloodline era conseguente all'appartenenza ad una setta, come ad esempio gli antitribu, in Requiem le linee di sangue sono spesso derivate dall'appartenenza ad una congrega, ad un particolare territorio, o ad una combinazione dei due elementi, rendendole per buona parte estremamente rare. Inoltre, l'appartenenza ad una linea di sangue spesso viene accompagnata da un malus per chi ne fa parte, spesso sotto forma di maledizioni o effetti collaterali, che ne pregiudica l'utilizzo sconsiderato.
Sempre a proposito di sette, Requiem introduce il concetto di congrega portandola a cinque e slegando i clan alla loro appartenenza. Lo stesso meccanismo viene poi adoperato anche in Lupi mannari: i rinnegati dove gli auspici e le tribù sono anch'essi cinque e cinque. In questo modo è possibile per un giocatore aumentare le combinazioni dando al personaggio molteplici sfaccettature e slegandosi dagli stereotipi tipici di Masquerade.
Altra differenza sostanziale sono le Discipline. Se in Masquerade erano solo alcuni clan a possedere la loro disciplina unica, in Requiem i cinque clan principali hanno almeno una disciplina che gli altri non hanno dando un'identità precisa al clan. Lo stesso discorso si applica ad alcune bloodline, che posseggono una disciplina unica nel loro genere e molto spesso riservata ai solo membri. Con la quinta edizione di masquerade la differenza si è accentuata a seguito del cambio di rotta su alcuni clan che non posseggono più una disciplina unica (Banu Haquim e Ministri) e alcuni poteri sono stati resi disponibili attraverso gli amalgami.
La taumaturgia presente in Masquerade, principalmente ad uso del clan Tremere, è stata trasformata in tre poteri distinti che possono essere appresi da qualunque clan faccia parte delle congreghe. In questo modo si è andati a colpire l'evidente squilibrio in termini di poteri magici. La tendenza poi è stata ripresa nella quinta edizione di Masquerade, dove la taumaturgia è stata rinominata in Magia del Sangue e i poteri sono stati enormemente limitati.
In Vampiri: il requiem, è stato introdotto il concetto di Blood Potency (Potenza del Sangue) che ha sostituito la Generazione. Con la quinta edizione di Vampiri: La Masquerade, invece, la Blood Potency si affianca alla generazione. L'umanità, invece, è diventato l'unico sentiero a disposizione per entrambi i giochi.

## Cambiamenti nella quinta edizione
La quinta edizione del gioco, nota anche con l'abbreviazione V5, introduce svariate modifiche alla storia e al sistema di gioco.

### Modifiche alla storia
La Gehenna non si è conclusa, e i vampiri dalla settima generazione in su sentono un Richiamo (Beckoning) quasi irresistibile a recarsi in Medio Oriente a combattere la Jihad. I servizi segreti di varie nazioni, inclusa la Società di San Leopoldo ora divenuta braccio armato del Vaticano contro le creature soprannaturali, hanno formato una Seconda Inquisizione, che tra le varie cose ha distrutto la cappella Tremere di Vienna in un attacco con i droni e spazzato via i vampiri da Londra. Inoltre, alcuni personaggi tratti dai videogiochi fanno ora parte del canone; fra questi, Christof Romuald e le gemelle Voerman.

### Modifiche ai Clan
- Il Clan Brujah è ora interamente Anarchico.
- Il Clan Gangrel è diventato indipendente.
- I Malkavian hanno Dominazione al posto di Demenza.
- I Nosferatu non sono più automaticamente mostruosi, cosicché possono mostrarsi in pubblico senza violare automaticamente la Masquerade; ma in ogni caso sono deformi o inquietanti in un modo che penalizza le loro interazioni sociali.
- La Piramide del Clan Tremere è crollata a séguito della distruzione della Cappella di Vienna, in cui risiedevano i membri del Cerchio Interno. Come conseguenza, il Clan ha acquisito una nuova Maledizione (Bane): l'impossibilità di sottoporre altri vampiri al Legame di Sangue (Blood Bond). Ora il Clan è spaccato fra i tradizionalisti di Karl Schreckt, gli apostati della Casa Goratrix, gli anarchici dell'Ipsissimus, e i seguaci di Carna, che vuole ricostruire il Clan secondo ideali egualitari e femministi.
- Toreador e Ventrue sono rimasti sostanzialmente invariati.
- È ora possibile interpretare un Sanguefino (Thin-Blood) ossia un vampiro di generazione superiore alla tredicesima. I Sanguefino hanno Potenza del Sangue (vedi più avanti) pari a zero e non possono creare legami di sangue, ma hanno sempre un aspetto umano e non cadaverico, sono molto più resistenti agli effetti del sole, e non vanno in Frenesia a meno che non vengano provocati con mezzi soprannaturali; non hanno Discipline, ma praticano un'alchimia basata sul sangue, che permette loro di replicare alcuni poteri vampirici.
- Ur-Shulgi, un Matusalemme Assamita e forse il più potente stregone del sangue esistente, si è ridestato dal Torpore, ha spezzato la maledizione inflitta dai Tremere e riorganizzato il suo Clan con il nuovo nome di Banu Haqim, ossia Figli di Haqim. Ur-Shulgi, però, ha anche richiesto che i membri del Clan adorino solo l'Antidiluviano Haqim come dio, e perseguita chiunque non lo faccia. A causa di ciò, alcuni membri del Clan sono passati alla Camarilla.
- Il Clan Lasombra ha lasciato il Sabbat ed è entrato a far parte della Camarilla. Il prezzo da pagare è la distruzione di un membro del Clan per ciascun Lasombra che entra a far parte della Camarilla.
- I Seguaci di Set sono diventati il Ministero (Ministry). Serpentis è sostituita da Proteiforme (Protean).
- Augustus Giovanni è scomparso, probabilmente ucciso o addirittura diablerizzato. Il Clan Giovanni e quello che rimane del vecchio Clan Cappadoci, insieme alle loro linee di sangue Samedi e Araldi del Teschio (Harbingers of Skulls) e ai negromanti Nagaraja, si sono riuniti nel nuovo Clan Hecata. Tutte queste linee condividono l'unica maledizione del morso doloroso, precedentemente dei Giovanni.
- Dopo la distruzione dell'Antidiluviano Ravnos durante la Settimana degli Incubi, il Clan è ridotto a pochi membri sparsi per il mondo. Il loro nomadismo si manifesta nella loro Maledizione, per cui subiscono danni se dormono per molti giorni nello stesso luogo.
- Sembra siano rimasti solo sette Salubri.
- Il Clan Tzimisce è ora unificato; le Discipline di Clan sono Animalità, Dominazione (prima esclusiva del Vecchio Clan Tzimisce) e Proteiforme.

### Modifiche alle Discipline
V5 fa ampio uso degli Amalgami, che combinano Discipline diverse per creare nuovi poteri. Il numero delle Discipline viene ridotto rispetto alle edizioni precedenti; alcune Discipline vengono fuse, altre compaiono ancora come Amalgami.
- Demenza è ora un Amalgama di Dominazione e Oscurazione.
- La Taumaturgia dei Tremere e il Quietus degli Assamiti sono sostituite e integrate nella nuova Stregoneria del Sangue (Blood Sorcery).
- La Disciplina Ottenebramento del Clan Lasombra viene sostituita dalla nuova Disciplina Oblio (Oblivion) che incorpora anche la Negromanzia dei Clan Giovanni e Nagaraja. Questa nuova disciplina appartiene anche al Clan Hecata.
- La vecchia Disciplina Chimerismo dei Ravnos è ora un Amalgama di Oscurazione con Ascendente, e lo stesso vale per il suo livello Fata Morgana.
- Obeah e Valeren, le vecchie Discipline del Clan Salubri, sono ora Amalgami di Auspex e Robustezza.
- Le Discipline del Clan Tzimisce sono ora Animalità, Dominazione e Proteiforme. Vicissitudine, la vecchia Disciplina di Clan, è ora un Amalgama di Proteiforme e Dominazione, così come i suoi livelli Plasmare la carne (Fleshcrafting) e Forma Orrida.

### Modifiche allo Storyteller System
Il sistema di gioco eredita alcune meccaniche di Vampiri: il Requiem, fra cui la Potenza del Sangue (Blood Potency) e la suddivisione degli attributi. La Generazione cui un vampiro appartiene determina la minima e la massima Potenza del Sangue che il vampiro può avere.
Il numero da raggiungere sul dado a dieci facce per ottenere un successo è ora 6 o più. La regola del "Ten Again" viene sostituita dai critici: due 10 (o due simboli speciali) sui dadi corrispondono a quattro successi, e il successo in sé diventa successo critico.
I tipi di danni sono ora due: superficiali ed aggravati. I vampiri, però, subiscono danni aggravati solo dal fuoco, dal sole, e da mezzi soprannaturali come le Discipline; e dimezzano tutti i danni superficiali. Ad esempio, una fucilata che infliggerebbe cinque danni aggravati a un umano infligge solo tre danni superficiali a un vampiro.
L'Umanità è gestita in modo differente. Anziché perdere automaticamente Umanità secondo una gerarchia di peccati, il vampiro acquisisce delle Macchie (Stains) sulla coscienza per le azioni malvagie che compie; ogni Macchia viene segnata nelle caselle vuote della tabella dell'Umanità. Alla fine della notte, se un personaggio ha delle Macchie, il giocatore effettua un tiro di Rimorso, con una riserva di dadi pari al numero di caselle rimaste libere nella tabella dell'Umanità, con un minimo di un dado; ad esempio, un personaggio con Umanità 6 che ha acquisito due Macchie tira due dadi, mentre un personaggio con Umanità 8 che ha acquisito due Macchie ne tira solo uno. Se il tiro fallisce, il vampiro perde un punto di Umanità; in ogni caso, tutte le Macchie vengono cancellate.
Il sistema dei Punti Sangue viene abbandonato e sostituito dai Dadi Fame (Hunger Dice). Ogni vampiro ha un certo livello di Fame, misurato da zero a cinque. Ridestarsi dal sonno del giorno e usare la maggior parte dei poteri vampirici richiedono un tiro (Rouse Check) che, in caso di fallimento, aumenta di un punto il livello di Fame. Ad ogni punto di Fame è associato un Dado Fame; ogni riserva di dadi viene costruita prima con i Dadi Fame, e poi con i dadi normali, per cui una riserva di cinque dadi di un vampiro con tre livelli di Fame è costituito da tre Dadi Fame e due dadi normali. Questi dadi speciali hanno un segno speciale, detto Fallimento Bestiale: se un tiro fallisce e fra i Dadi Fame compare un fallimento bestiale, la Bestia prende il sopravvento e Brutte Cose succedono. Inoltre, se un Dado Fame contribuisce a un critico, il critico diventa Critico Disordinato (Messy Critical) e anche in questo caso la Bestia fa succedere Brutte Cose. Come sempre in questo sistema di gioco, il giocatore e il Narratore sono incoraggiati a stabilire insieme quali Brutte Cose succedano. Si noti che alcuni tiri, come quello di Rimorso, usano solo dadi normali.
Ad esempio, un personaggio spara con la pistola a un avversario. Un successo critico determina un colpo fortunato, per esempio al ginocchio o addirittura al cuore. Con un critico disordinato, il personaggio uccide l'avversario, ma svuotandogli addosso l'intero caricatore. Con un fallimento bestiale, l'arma si inceppa e il personaggio la butta via e cerca di aggredire fisicamente l'avversario, che però gli spara in faccia e gli infligge un danno aggravato con la fiammata dello sparo.
Nutrirsi abbassa il livello di Fame. La Potenza del Sangue determina quale tipo di sangue nutre il vampiro: ad esempio, un vampiro con Potenza del Sangue 3 non trae alcun nutrimento dal sangue conservato. Inoltre, non è possibile portare il livello di Fame a zero senza nutrirsi da una vittima fino a ucciderla.

## Manuali di gioco
La White Wolf ha pubblicato i seguenti manuali e romanzi riguardanti Vampiri: la masquerade

### Vampire: The Masquerade
- Mark Rein·Hagen (1991). Vampire: The Masquerade. ISBN 0-9627790-6-7
- Stewart Wieck (1991). Ashes to Ashes. ISBN 0-9627790-7-5
- Steve Crow, Andrew Greenberg e Mark Rein·Hagen (1991). Chicago By Night. ISBN 1-56504-000-7
- Bill Bridges, Steve Crow, Graeme Davis, Nigel Findley, Andrew Greenberg e Lisa Stevens (1991). The Succubus Club. ISBN 1-56504-011-2
- (1991). The Player's Guide. ISBN 1-56504-012-0
- Ken Cliffe (1991). Blood Bond. ISBN 1-56506-002-4
- Jeff Berry (1991). Alien Hunger. ISBN 1-56504-015-5
- Michael Harms e Lynn Severson (1991). Blood Nativity. Atlas Games.
- (1992). The Storyteller's Handbook. ISBN 1-56504-024-4
- Steve Crow (1992). Clanbook: Brujah. ISBN 1-56504-038-4
- Nigel Findley (1992). Awakening: Diablerie Mexico. ISBN 1-56504-018-X
- (1992). A World of Darkness. ISBN 1-56504-019-8
- Bill Bridges (1992). The Hunters Hunted. ISBN 1-56504-020-1
- Dustin Browder (1992). Milwaukee by Night. ISBN 1-56504-017-1
- Bill Bridges, Steve Crow, Graeme Davis, Nigel Findley, Andrew Greenberg, Mark Rein·Hagen e Lisa Stevens (1996). Chicago Chronicles Volume 1. ISBN 1-56504-219-0
- Dustin Browder, Ken Cliffe e Stewart Wieck (1996). Chicago Chronicles Volume 3. ISBN 1-56504-221-2
- Dustin Browder e Nigel Findley (1997). Diablerie. ISBN 1-56504-238-7
- Jeff Berry, Jeff Cooper ed Elizabeth Fischi (1998). Cities of Darkness Volume 3. ISBN 1-56504-235-2

### Vampire: The Masquerade 2
- Justin Achilli, Andrew Bates, Phil Brucato, Richard E. Dansky, Ed Hall, Robert Hatch, Michael B. Lee, Ian Lemke, James A. Moore, Mark Rein·Hagen, Ethan Skemp e Cynthia Summers (1992). Vampire: The Masquerade. ISBN 1-56504-029-5
- Steven Brown (1992). The Players Guide to The Sabbat. ISBN 1-56504-042-2
- Stewart Wieck (1992). World of Darkness: Mummy. ISBN 1-56504-026-0
- Robert Hatch (1993). Clanbook: Nosferatu. ISBN 1-56504-064-3
- Bill Bridges e Kerry Thornley (1993). The Anarch Cookbook: A Friendly Guide to Vampire Politics. ISBN 1-56504-048-1
- Steven Brown (1993). Storytellers Handbook to the Sabbat. ISBN 1-56504-054-6
- Steve Crow, Andrew Greenberg e Mark Rein·Hagen (1993). Chicago By Night, Second Edition. ISBN 1-56504-051-1
- (1993). The Vampire Players Guide. ISBN 1-56504-053-8
- James A. Moore (1993). Berlin by Night. ISBN 1-56504-075-9
- Dustin Browder (1993). Bloody Hearts: Diablerie Britain. ISBN 1-56504-074-0
- Don Bassingthwaite, Graeme Davis, Tom Dowd, Mark Rein·Hagen e S.P. Somtow (1993). Book of the Damned. ISBN 1-56504-068-6
- Jeff Cooper ed Elizabeth Fischi (1993). Dark Colony. ISBN 1-56504-056-2
- Brad Freeman (1993). Clanbook: Gangrel. ISBN 1-56504-046-5
- Daniel Greenberg e Teeuwynn Woodruff (1994). Elysium: The Elder Wars. ISBN 1-56504-155-0
- Richard Dakan (1994). Clanbook: Ventrue. ISBN 1-56504-129-1
- Heather Grove e Greg Stolze (1994). Clanbook: Toreador. ISBN 1-56504-095-3
- Stephen C. Brown (1994). Dirty Secrets of the Black Hand. ISBN 1-56504-210-7
- Patricia Ann Roshell (1994). New Orleans by Night. ISBN 1-56504-096-1
- Noah Dudley (1994). Los Angeles by Night. ISBN 1-56504-130-5
- Jess Heinig (1994). Clanbook: Tremere. ISBN 1-56504-115-1
- Ran Ackels (1994). The Kindred Most Wanted. ISBN 1-56504-124-0
- Richard Watts (1995). Clanbook: Setite. ISBN 1-56504-215-8
- Daniel Greenberg (1995). Giovanni Chronicles I: The Last Supper. Black Dog Game Factory. . ISBN 1-56504-250-6
- Jim Estes (1995). The Inquisition. White Wolf Publishing.
- Clayton Oliver (1995). Clanbook: Assamite. ISBN 1-56504-214-X
- Harry L. Heckel IV (1995). D.C. by Night. ISBN 1-56504-130-5
- Robert Hatch (1995). Clanbook: Tzimisce. ISBN 1-56504-216-6
- Steven Brown, Steve Crow e Andrew Greenberg (1996). Chicago Chronicles Volume 2. ISBN 1-56504-220-4
- Richard E. Dansky, Christopher Howard e Cynthia Summers (1996). Giovanni Chronicles II: Blood & Fire. Black Dog Game Factory. . ISBN 1-56504-251-4
- Richard E. Dansky ed Elizabeth Ditchburn (1996). Clanbook: Lasombra. ISBN 1-56504-211-5
- Joshua Mosqueira Asheim, Philippe Boulle e Lucien Soulban (1997). Montreal by Night. Black Dog Game Factory. . ISBN 1-56504-224-7
- Daniel Greenberg ed Ethan Skemp (1997). Clanbook: Malkavian. ISBN 1-56504-052-X
- Clanbook: Ravnos. ISBN 1-56504-217-4
- Justin Achilli, John Chambers e Greg Stolze (1997). Clanbook: Giovanni. ISBN 1-56504-218-2
- Ronni Radner ed Ethan Skemp (1997). Ghouls: Fatal Addiction. White Wolf Publishing.
- (1997). Vampire: The Masquerade Introductory Kit. White Wolf Publishing.
- Harry L. Heckel IV e Patricia Ann Roshell (1997). Cities of Darkness Volume 1. ISBN 1-56504-233-6
- Noah Dudley e James A. Moore (1997). Cities of Darkness Volume 2. ISBN 1-56504-234-4
- Justin Achilli, Phil Brucato, Jackie Cassada, Mark Cenczyk, Richard E. Dansky, Robert Hatch, Ian Lemke, Nicky Rea ed Ethan Skemp (1998). Kindred of the East. ISBN 1-56504-232-8
- Christopher Howard (1998). Giovanni Chronicles III: The Sun Has Set. Black Dog Game Factory. . ISBN 1-56504-288-3
- Bill Bridges, Daniel Greenberg, Kerry Thornley e Teeuwynn Woodruff (1998). War of Ages. ISBN 1-56504-243-3
- Bryant Durrell ed Edward MacGregor (1999). Shadow War. White Wolf Publishing.
- Kraig Blackwelder, Tim Clancy, Richard E. Dansky, Geoff Grabowski, Jack Norris e Lindsay Woodcock (1999). The Thousand Hells. White Wolf Publishing.
- Geoff Grabowski (1999). Dharma-Book: Devil-Tigers. ISBN 1-56504-239-5
- Heather Grove e Matthew McFarland (1999). Giovanni Chronicles IV: Nuova Malattia. Black Dog Game Factory. . ISBN 1-56504-252-2
- Hal Mangold (2000). Half-Damned: Dhampyr. ISBN 1-56504-247-6
- Kraig Blackwelder (2000). Dharma-Book: Bone Flowers. ISBN 1-56504-240-9
- Richard E. Dansky, Daniel Greenberg, Christopher Howard e Cynthia Summers (2000). Giovanni Saga I. Black Dog Game Factory. . ISBN 1-56504-253-0

### Vampire: The Masquerade 3
- (1998). Vampire: The Masquerade Revised Edition. ISBN 1-56504-249-2
- Justin Achilli, Phyllis Bowen, Dawn Bromley, Mark Cenczyk, Jess Heinig, Amy Lindgren e Steven S. Long (1999). Kindred of the East Companion. ISBN 1-56504-223-9
- Brendan Moran e Reid Schmadeka (1999). Transylvania Chronicles III: Ill Omens. ISBN 1-56504-292-1
- Sarah Roark e Dean Shomshak (1999). Time of Thin Blood. ISBN 1-56504-245-X
- Clayton A. Oliver (1999). Vampire Storytellers Companion. ISBN 1-56504-259-X
- Richard Dansky e Bill Sienkiewicz (1999).  Guide to the Camarilla. ISBN 1-56504-261-1
- Dierd're Brooks, Richard E. Dansky, Greg Fountain, Robert Hatch, Jess Heinig, Stephe Herman, Mark Moore, Clayton Oliver, Sven Skoog, Lucien Soulban, Cynthia Summers, Start Wieck e Fred Yelk (1999). Children of the Night. ISBN 1-56504-244-1
- Justin Achilli, W. H. Bourne, Anne Sullivan Braidwood, Joanne FitzRoy e Jess Heinig (1999). Guide to the Sabbat. ISBN 1-56504-263-8
- Robert Hatch (2000). Clanbook: Nosferatu. ISBN 1-56504-266-2
- Brian Campbell, Jackie Cassada e Nicky Rea (2000). Transylvania Chronicles IV: The Dragon Ascendant. ISBN 1-56504-293-X
- Daniel Greenberg ed Ethan Skemp (2000). Clanbook: Malkavian. ISBN 1-56504-268-9
- Richard Dakan (2000). Clanbook: Ventrue. ISBN 1-56504-255-7
- Heather Grove e Greg Stolze (2000). Clanbook: Toreador. ISBN 1-56504-269-7
- (2000). Vampire Storyteller's Handbook. ISBN 1-56504-264-6
- Steve Crow (2000). Clanbook: Brujah. ISBN 1-56504-267-0
- Bruce Baugh, Chris Bjork, John Goff, Alan I. Kravit, Robin D. Laws e James A. Moore (2000). Blood Magic: Secrets of Thaumaturgy. ISBN 1-56504-246-8
- Justin Achilli, Joshua Mosqueira Asheim, Geoff Grabowski, Matthew McFarland, Aaron Rosenberg, Dean Shomshak e Lucien Soulban (2000). Nights of Prophecy. ISBN 1-56504-229-8
- Clayton Oliver (2000). Clanbook: Assamite. ISBN 1-56504-256-5
- Jess Heinig (2000). Clanbook: Tremere. ISBN 1-56504-254-9
- Brad Freeman (2000). Clanbook: Gangrel. ISBN 1-56504-265-4
- Michael Butler e Guy-Francis Vella (2001). Killing Streets. ISBN 1-58846-208-0
- Joshua Mosqueira Asheim, Angel Leigh McCoy, Matthew McFarland, Aaron Rosenberg e Lucien Soulban (2001). Sins of the Blood. ISBN 1-58846-217-X
- Dean Shomshak (2001). Clanbook: Followers of Set. ISBN 1-58846-204-8
- Gavin Bennett, Robert Hatch, Darren MacLennan, Michael Mearls e John Wilkie (2001). Midnight Siege. ISBN 1-58846-219-6
- Clanbook: Ravnos. ISBN 1-58846-209-9
- Justin Achilli, John Chambers e Greg Stolze (2001). Clanbook: Giovanni. ISBN 1-58846-207-2
- Ari Marmell e Michael Mearls (2001). Gilded Cage. ISBN 1-58846-216-1
- Bruce Baugh, Steve Kenson e Peter Woodworth (2001). Dharma-Book: Thousand Whispers. ISBN 1-58846-200-5
- Geoff Grabowski (2001). Dharma-Book: Thrashing Dragons. ISBN 1-58846-211-0
- C.A. Suleiman (2001). Cairo by Night. ISBN 1-58846-215-3
- Justin Achilli (2001). New York by Night. ISBN 1-58846-218-8
- Richard E. Dansky ed Elizabeth Ditchburn (2001). Clanbook: Lasombra. ISBN 1-58846-201-3
- Robert Hatch (2001). Clanbook: Tzimisce. ISBN 1-58846-202-1
- Kraig Blackwelder e Steve Kenson (2002). San Francisco By Night. ISBN 1-58846-231-5
- (2002). Heresies of the Way. ISBN 1-58846-232-3
- Justin Achilli, Carl Bowen, Noah Dudley, John Goff, Geoff Grabowski, Michael Mearls e Astrid Mosler (2002). Guide to the Anarchs. ISBN 1-58846-223-4
- Michael Butler, Dean Shomshak, David Turner e Guy-Francis Vella (2002). Sunset Empires. ISBN 1-58846-233-1
- (2002). Victorian Age Vampire. ISBN 1-58846-229-3
- Brian Campbell, Chris Hartford e Adam Tinworth (2002). London by Night. ISBN 1-58846-230-7
- Bruce Baugh ed Emily K. Dresner-Thornber (2002). Dharma-Book: Resplendent Cranes. ISBN 1-58846-221-8
- Richard Dansky, Jason Feldstein, Ari Marmell e C. Amadeus Suleiman (2002). State of Grace. ISBN 1-58846-234-X
- John Chambers, Christopher Gunning, Jess Heinig, David Martin, Steve McDonald e Lucien Soulban (2002). Havens of the Damned. ISBN 1-58846-225-0
- Ari Marmell, Sarah Roark e Janet Trautvetter (2002). Archons & Templars. ISBN 1-58846-224-2
- Phillipe R. Boulle, Dean Shomshak e Lucian Soulban (2002). Mexico City By Night. ISBN 1-56504-508-4
- Ari Marmell e Dean Shomshak (2002). Blood Sacrifice: The Thaumaturgy Companion. ISBN 1-58846-222-6
- Brian Campbell, Conrad Hubbard, Jacob Klünder e Carrie Ann Lewis (2003). The Red Sign. White Wolf Publishing.
- (2003). Vampire Players Guide. ISBN 1-58846-243-9
- Ann Sullivan Braidwood, Mark Cenczyk, Genevieve R. Cogman, W. Van Meter, Daniel L. Quackenbush e Mikko Rautalahti (2003). Victorian Age Companion. ISBN 1-58846-238-2
- (2003). Kindred of the Ebony Kingdom. ISBN 1-58846-239-0
- Richard Chillot and Christopher Kobar (2003). The Succubus Club: Dead Man's Party. ISBN 1-58846-240-4
- Kraig Blackwelder, Christopher Gunning, Ari Marmell e Cynthia Summers (2003). Counsel of Primogen. ISBN 1-58846-237-4
- Gavin Bennett, Trevor Chase e James Kiley (2003). Chaining the Beast. ISBN 1-58846-241-2
- Sarah Roark, Deam Shomshak e Janet Trautvetter (2003). Lair of the Hidden. ISBN 1-58846-242-0
- Sarah Roark, C.A. Suleiman e Janet Trautvetter (2003). Caine's Chosen: The Black Hand. ISBN 1-58846-236-6
- Bjørn T. Bøe, Travis-Jason Feldstein, Christopher Kobar, Ari Marmell e Dean Shomshak (2004). Gehenna. White Wolf Publishing.
- Matthew McFarland (2010). Vampire Translation Guide.

### Vampire: The Masquerade 4
- (2011). Vampire: The Masquerade 20th Anniversary Edition. White Wolf Publishing / CCP Games.

### Vampire: The Masquerade 5
I seguenti manuali sono stati pubblicati da Modiphius Entertainment e da Paradox Interactive:
- Kenneth Hite, Mark Rein•Hagen, Matthew Dawkins, Juhanna Peterson, Martin Ericsson, Karim Muammar, Karl Bergström, Jennifer Smith, Jason Andrew e Jason Carl (2018). Vampire: the Masquerade 5th Edition Core Rulebook. Modiphius Entertainment.
- Kenneth Hite, Mark Rein•Hagen, Matthew Dawkins, Freja Gyldenstrøm, Martin Ericsson, Karim Muammar, Jennifer Smith, Jason Andrew e Juhana Pettersson (2018). Camarilla. Modiphius Entertainment.
- Juhana Pettersson, Matthew Dawkins, Martin Ericsson, Ariel Celeste e Karim Muammar (2018). Anarch. Modiphius Entertainment.
- Justin R. Achilli, Karim Muammar, Alison Cybe ed Erykah Fassett (2020). Vampire: The Masquerade Companion. Paradox Interactive.